# Капков Сергій Олександрович
Сергій Олександрович Капков (нар.. 10 грудня 1975, Горький, СРСР) — російський державний діяч, завідувач навчально-наукової лабораторії «Центр досліджень економіки культури, міського розвитку та креативних індустрій» на економічному факультеті МДУ ім. М. В. Ломоносова з 2015 року.
Раніше обіймав посади керівника Департаменту культури Москви в ранзі міністра уряду Москви (30 вересня 2011 — 10 березня 2015), голови правління фонду «Національна академія футболу», віцепрезидента РФС з розвитку, був депутатом Державної думи РФ 4-го та 5-го скликань та директором Центрального парку культури та відпочинку імені Горького (березень — серпень 2011).

## Біографія
Сергій Капков народився 10 грудня 1975 року у місті Горькому (нині — Нижній Новгород). У 1998 році він закінчив факультет «Державне та муніципальне управління» Волго-В'ятської академії державної служби (зараз — філія Російської академії народного господарства та державної служби), там же з 1998 по 2001-й роки він продовжив навчання в аспірантурі за спеціальністю «соціальна філософія». У 1999 році Капков керував передвиборчою кампанією Романа Абрамовича на виборах до Держдуми, а згодом допомагав йому на губернаторських виборах Чукотського автономного округу, на яких Абрамович переміг, отримавши майже 91 % голосів. З 2001 по 2003 рік Капков був членом уряду Чукотського автономного округу (ЧАО), працював заступником губернатора та начальником департаменту культури, молоді, спорту, туризму та інформаційної політики ЧАО. У 2003 році обраний депутатом Державної Думи Федеральних Зборів РФ четвертого скликання (член Комітету з цивільного, кримінального, арбітражного та процесуального законодавства). У липні 2004 року за участю Капкова було створено некомерційний фонд «Національна академія футболу» (НАФ), в якому він обійняв посаду голови правління. У квітні 2006 року Капков став віцепрезидентом з розвитку Російського футбольного союзу.
У грудні 2007 року Капкова обрали депутатом Державної Думи Федеральних Зборів РФ п'ятого скликання (перший заступник голови Комітету з інформаційної політики, інформаційних технологій та зв'язку), однак через чотири роки, у березні 2011 року, він склав депутатські повноваження у зв'язку з призначенням на посаду директора ГУК міста Москви «Центральний парк культури та відпочинку імені Горького». У серпні цього ж року Капкова призначили заступником керівника Департаменту культури міста Москви, а у вересні 2011 року — керівником департаменту. У вересні 2013 року він був міністром уряду Москви. У 2015 році мер Москви Сергій Собянін повідомив про те, що Капков залишив посаду керівника Департаменту культури Москви. З 2015 року Капков обіймає посаду директора Центру досліджень економіки культури, міського розвитку та креативних індустрій економічного факультету МДУ імені М. В. Ломоносова.

## Діяльність

### Робота на Чукотці
За час роботи С. Капкова в Уряді Чукотського автономного округу під його керівництвом було реконструйовано або капітально відремонтовано 90 % будинків культури, бібліотек, спортивних залів, було збудовано першу в окрузі криту льодову ковзанку зі штучним льодом, в Анадирі зведено новий Палац культури, що став одним з найсучасніших комплексів на Далекому Сході . Побудовано нову будівлю для музейного центру «Спадщина Чукотки», яка була оснащена інтерактивними панелями з інформацією про експонати та історію округу. Відроджено національно-фольклорні фестивалі «Корфест», «Берінгія» та ін. У 2001 році з ініціативи Капкова було створено перше на Чукотці радіо у FM-діапазоні — Радіо «Пурга», яке неодноразово ставало лауреатом премії «Радіоманія». В окрузі почав працювати перший недержавний телеканал «Білий вітер».

### Робота в Національній академії футболу
У липні 2004 року за активної участі Сергія Капкова було створено некомерційний фонд «Національна академія футболу» (НАФ), який він згодом очолив. За сприяння фонду було збудовано близько 140 футбольних полів, проводилися курси підвищення кваліфікації для дитячих тренерів, створено дитячі спортивні школи, організовано методичні кабінети при 80 дитячих спортивних школах, реалізовано програму навчання молодих суддів, у результаті якої свою кваліфікацію підвищили понад 500 арбітрів. НАФ фінансувала товариський турнір Кубок Першого каналу, ряд дитячих спортивних змагань, займалася модернізацією Академії футболу імені Юрія Конопльова.
Капков став одним із ініціатором запрошення голландського тренера Гуса Гіддінка на посаду головного тренера збірної Росії — під керівництвом Гіддінка в 2008 році збірна Росії посіла третє місце на чемпіонаті Європи з футболу. У квітні 2006 року Капкова було обрано віцепрезидентом Російського футбольного союзу з розвитку та увійшло до складу його виконкому. У 2013 році Роман Абрамович заявив про припинення фінансування проєктів Академії, заявивши, що відтепер фінансуванням розвитку футболу в країні займатиметься «Газпром». Всього за п'ять років роботи Фонд вклав у розвиток російського футболу близько 3 млрд руб .

### Державна Дума РФ
З грудня 2003 року Сергій Капков — депутат Державної Думи 4-го скликання, член Комітету Держдуми з цивільного, кримінального, арбітражного та процесуального законодавства. У грудні 2007 року переобраний депутатом Держдуми 5-го скликання. Був затверджений на посаду першого заступника голови Комітету Держдуми з інформаційної політики, інформаційних технологій та зв'язку. 22 березня 2011 року склав мандат у зв'язку з переходом на роботу до Парку імені Горького. Мандат був переданий ткалі Олені Лапшиній.

### ЦПКіВ ім. М. Горького
Сергій Капков був призначений на посаду директора Парку імені Горького в 2011 році. За весняно-літній сезон цього ж року у парку демонтували зношені атракціони, провели комплексний благоустрій та озеленення території та Ненудного саду, вхід зробили безкоштовним, було проведено Wi-Fi. Також почалася реставрація історичних об'єктів — Фонтану з розарієм, Альтанки 800-річчя Москви в Ненудному саду. Ставки парку були очищені та заселені рибою та водоплавними птахами, почалося відновлення популяції білок. Зовнішнє освітлення було відремонтовано, майданчик для настільного тенісу та футбольне поле — реконструйовано. Почалися безкоштовні заняття з йоги. На всій території парку здійснено заміну асфальту. У парку було вперше в Москві прокладено велодоріжки, відкрито велопрокати. Під керівництвом Капкова за кілька місяців парк Горького перетворився на сучасний парковий комплекс. У 2013 році парк увійшов до топ-25 найбільш відвідуваних місць на планеті на думку користувачів Facebook.
З вересня 2011 року в парку розпочав роботу кінотеатр просто неба «Піонер», спроєктований архітектурним бюро WowHaus. 1 грудня у Парку Горького було відкрито найбільшу в Європі ковзанку, площею 15 тисяч квадратних метрів. Він став найсучаснішим у Росії, на території ковзанки розташовані танцювальна та дитяча зони, сучасний хокейний майданчик. За перші чотири дні роботи його відвідало близько 30 тисяч людей. Одночасно на ньому можуть кататися до 4 тисяч чоловік. За зимовий сезон 2013—2014 років його відвідало понад 500 тисяч людей.
За свою діяльність із зміни Парку імені Горького Сергій Капков був визнаний «Відкриттям 2011 року» за версією журналу GQ.

### Робота у департаменті культури Москви
У серпні 2011 року Капкова призначили заступником керівника департаменту культури. До його обов'язків входило розв'язання проблем парків, садиб, міських зон відпочинку. У вересні він обійняв посаду голови департаменту культури Москви, замінивши на посаді Сергія Худякова, який очолював відомство з 2001 року. Однією з перших ініціатив Капкова стало забезпечення безкоштовного входу до музеїв у дні зимових канікул, кожної третьої неділі місяця, травневі свята, День герба та прапора Москви, а також у День міста. Завдяки новим заходам, річна відвідуваність московських музеїв у 2012 році збільшилася на 20 % і склала 6 мільйонів людей.
Парки
Під керівництвом Сергія Капкова був розроблений єдиний міський стандарт благоустрою парків культури та відпочинку — створення дитячих, спортивних (столи для настільного тенісу, воркаут, скейт-парк) та танцювальних майданчиків, проведення бездротового інтернету, облаштування пунктів громадського харчування, встановлення громадських туалетів, базовий благоустрій (лавки, доріжки, газони, урни). Усього під час керівництва Капкова було проведено комплексний благоустрій 14 московських парків культури та відпочинку. До цього списку увійшли Сокільники, Сад ім. Баумана, парк «Червона Пресня», Філі, Музеон. Також було розроблено програму «Зима в парку», завдяки якій було створено зимову інфраструктуру — ковзанки зі штучним покриттям, сноуборд парк, лижні, гірки. Завдяки діям Капкова та департаменту культури відвідуваність парків з 2011 по 2013 рік зросла майже вдвічі та досягла 19 мільйонів людей.
Театри
Сергій Капков ініціював системну роботу з оновлення московських театрів. При ньому Олега Меньшикова було призначено художнім керівником театру імені М. М. Єрмолової, Григорій Папіш — директором Московського театру ляльок, Кирила Серебреннікова — художнім керівником театру ім. М. В. Гоголя, Ірина Апексімова — директором театру Романа Віктюка. Кадрова перестановка освіжила підхід до роботи театрів та їх репертуарів. Також Капков значно змінив розподіл бюджету, також виселивши із Зеленого театру Центр Стаса Наміна.
Багато театральних приміщень було частково відремонтовано, а «Современник» та Електротеатр Станіславський були повністю закриті на реконструкцію. Капков доручив збитковим театрам переглянути репертуар та намагатися залучати глядачів майстер-класами та лекціями артистів. Під патронажем Капкова Театр ім. М. В. Гоголя став одним із головних культурних центрів Москви, перетворившись на Гоголь-центр. З ініціативи Капкова був організований фестиваль «Ніч у театрі», що проходить у 40 закладах, у яких щорічно пізно ввечері працівники театру показують внутрішнє життя театру, проводять відкриті репетиції, екскурсії та лекції.
Бібліотеки
Сергій Капков прагнув реформувати також і бібліотечні простори. За задумом колишнього глави департаменту культури у всіх московських бібліотеках мав запрацювати Wi-Fi, закуплено нові комп'ютери та створено зони для обговорення. Також мав би запрацювати єдиний електронний каталог. У 2012 році пройшов фестиваль «Бібліоніч», у якому взяло участь 18 бібліотек, які пропрацювали до ранку — вночі проводилися зустрічі з відомими письменниками, а екскурсоводи показували внутрішній устрій бібліотек. За ініціативою Капкова в московських бібліотеках було введено єдиний читацький квиток, а також проведено ремонт у 10 бібліотечних будівлях, оновлено бібліотеки «Проспект» та бібліотеку імені Достоєвського.
Громадські простори
У лютому 2013 року Сергій Капков виступив з ініціативою створення Ради з розвитку громадських просторів, і ця ініціатива була підтримана Мером Москви Сергієм Собяніним. До складу ради увійшли відомі урбаністи, архітектори, дизайнери та громадські діячі. На першому засіданні Ради під головуванням Собяніна було презентовано концепцію перетворення Кримської набережної на пішохідну зону
Пішохідні зони
За особистою участю Капкова розроблялися та реалізовані проєкти створення пішохідних зон в історичному центрі столиці — на Кузнецькому мосту, у Лаврушинському, Столешниковому, Камергерському провулках та на Рождественці. Департамент культури розвиває їх як основні майданчики для проведення вуличних свят: кулінарних фестивалів, фестивалів вуличних театрів та вуличної культури. Пішохідні доріжки з'явилися й поза центру міста.
Громадські акції
Під керівництвом Сергія Капкова на новий якісний рівень відбулося проведення великих загальноміських акцій, таких як День міста та акція «Ніч у музеї». У 2013 році московська акція «Ніч музеїв» стала наймасштабнішою в Європі, у ній взяли участь 246 закладів культури та понад 1 млн 200 тисяч відвідувачів. Це рекордні показники за всі 7 років проведення акції у Москві.
12 вересня 2013 стало відомо, що Сергій Капков може залишити посаду голови департаменту культури, проте пізніше ця інформація була спростована.
10 березня 2015 року Сергій Капков звернувся із заявою про своє звільнення з посади голови департаменту культури міста Москви на засіданні президії столичного уряду. На його місце призначено главу Мосгорспадщини Олександра Кібовського.

### Центр урбаністики
У липні 2015 року стало відомо, що Сергій Капков очолив Центр дослідження економіки та культури, міського розвитку та креативних індустрій при МДУ. Одним із перших заходів, організованих ексглавою департаменту культури, стало запрошення американського економіста Дарона Аджемоглу на початку 2016 року.
У 2019 році стало відомо, що очолюваний Капковим «Центр урбаністики» розробить майстер-план з благоустрою та розвитку Первоуральська на замовлення групи ЧТПЗ. З цією метою буде виділено понад 70 мільйонів рублів. Центр розробить програму освітлення міста, озеленення, а також визначить стандарти благоустрою дворів та громадських просторів.
У березні 2020 року розпочалося будівництво Парку підкорювачів космосу на місці приземлення першого космонавта Юрія Гагаріна, в Саратовській області. Концепція будівництва парку була розроблена Центром урбаністики під керівництвом Сергія Капкова.

## Особисте життя
- Був у шлюбі з Катериною Грінчевською (нар.. 1981) — колишньою фотомоделлю, яка працює телеведучою каналу «Росія-24». Пара познайомилася у Нижньому Новгороді у 2000 році. Через деякий час шлюб розпався. У цьому шлюбі народилося двоє дітей — дочка Софія та син Іван[55].
- Наприкінці 2010 року в пресі активно обговорювався роман Сергія Капкова з Ксенією Собчак[55][56].
- У 2015 році Сергій Капков одружився з колишньою дружиною депутата Держдуми Дмитра Гудкова, директора Центру документального кіно Софії Гудкової, у якої від шлюбу з Гудковим двоє дітей[57]. У 2019 році Капков та Гудкова розлучилися.